# Esquerda, Ecologia e Liberdade

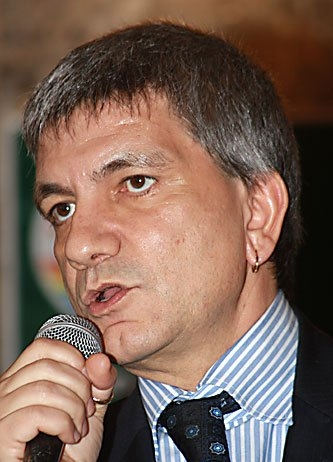
Nichi Vendola, atual presidente do Sinistra Ecologia Libertà.

Sinistra Ecologia Libertà (SEL) é um partido político italiano.